# Elephant & Castle Station (London Underground)
Denne artikel omhandler London Underground-stationen. For fjerntogsstation, se Elephant & Castle Station.
Elephant & Castle Station er en station i London Underground-netværk. Den er beliggende i distriktet Southwark og er på grænsen mellem takstzone 1 og 2. Stationen er på Bank-grenen af Northern line mellem Kennington og Borough, samt den sydlige endestation for Bakerloo line, hvor den efterfølgende station er Lambeth North.

## Historie
Stationen blev bygget i to etaper. Northern line-stationen åbnede den 18. december 1890 som en del af den første dybtliggende jernbane, City & South London Railway (C&SLR). Baker Street and Waterloo Railway (BS&WR)-stationen åbnede den 5. august 1906, fem måneder efter resten af banen. Selvom perronerne blev ejet af forskellige selskaber, har de været forbundet under jorden fra 10. august 1906.
C&SLR-stationen var fuldstændig magen til Kennington. Den var delvist ombygget i 1920'erne, da C&SLR-tunnellerne blev moderniseret, og blev genopbygget under byggeriet af Elephant & Castle-shoppingcenteret i 1960'erne, og igen i begyndelsen af det 21. århundrede. BS&WR-stationens tilhørende bygning er bevaret stort set som oprindeligt bygget og er en typisk Leslie Green-konstruktion. Den største forandring er en moderne tilbygning i glas.
Det første barn, der blev født i The Underground, blev født på denne station i 1924. Pressen påstod, at hun blev navngivet Thelma Ursula Beatrice Eleanor (så hendes initialer ville blive T.U.B.E.), men denne historie viste sig at være falsk, og hun blev kaldt Marie Cordery.

## Stationen i dag
Stationen har to overfladebygninger, der er adskilt af den nordlige af de to Elephant & Castle-rundkørsler. Der er ingen rulletrapper. Indgang i den nordligste (Bakerloo) foregår gennem den oprindelige indgang, mens udgang foregår i den nye tilbygning op til Skipton House. For at komme fra en hvilken som helst af billethallerne til perronerne er det nødvendigt at bruge elevatorer eller meget smalle og stejle spindeltrapper.
Den nordlige bygning har den mest direkte adgang til Bakerloo line, mens den sydlige er forbundet mere direkte til Northern line. Inde på stationen er den nordlige udgang markeret som London South Bank University-udgangen og den er ved den sydlige spids af det triangulære campus. Besøgende, der drejer til højre efter at have forladt stationen via denne udgang, vil se skilte til universitetet. Nogle udgangsskilte nævnter også Imperial War Museum. Den sydlige udgang markeres som Shoppingcenter-udgangen og udgangen for skifte til National Rail.
Castle Sandwich Bar er til venstre for Bakerloo line-indgangen. Mellem dem er indgangen til South London House, en kontorejendom ovenpå stationen. Da Elephant & Castle også benyttes som et skiftested for lokomotivførere benytter London Underground bygningerne over stationen til administration og faciliteter for lokomotivførerne.

## Galleri
- Sydlige indgang, tættest på Northern line-perronerne
- Østlige Bakerloo line-perron set mod nord
- Vestlige Bakerloo line-perron set mod syd mod sidespor
- Rondel på Bakerloo line-perron
- Nordgående Northern line-perron set mod syd
- Sydgående Northern line-perron set mod nord
- Rondel på Northern line-perron
- Kopi af stationsskilt på National Air and Space Museum

## Transportforbindelser
London buslinjer 1, 12, 35, 40, 45, 53, 63, 68, 100, 133, 148, 155, 168, 171, 172, 176, 188, 196, 333, 343, 360, 415, 453, 468, C10, P5, X68 og natlinjer N1, N35, N63, N68, N89, N133, N155, N171 og N343.